# Adriana Da Silva
Adriana Yisel Da Silva Tort (Montevideo, 23 de junio de 1969) es una presentadora de televisión, personalidad de radio, productora y actriz uruguaya.

## Biografía

### Primeros años
Nació en 1969 en Montevideo, como hija de Clodomiro Da Silva, un peón de estancia y empleado de frigorífico, y de Julieta Tort. Criada en el barrio Peñarol, asistió a la Escuela 116 y al Liceo 23 de Sayago; durante su juventud integró un grupo de teatro callejero que realizaba obras en diferentes zonas de la ciudad.

### Carrera
Tras finalizar sus estudios secundarios se matriculó en la Facultad de Derecho de la Universidad de la República, sin embargo, abandonó la carrera y en 1989 se inscribió en la Escuela Multidisciplinaria de Arte Dramático Margarita Xirgu (EMAD). Asimismo realizó un curso de secretariado bilingüe en el Colego Nacional José Pedro Varela.
Su trabajo en los medios comenzó en Radio Carve como productora y posteriormente como conductora de reemplazo. Asimismo, trabajó en el programa Reglas del juego, conducido por Raquel Daruech. Tras participar en un concurso de comunicadores, en 1997 fue convocada como conductora de un programa magacín de Canal 5, Queremos la tarde. Tras finalizar el ciclo, se trasladó a Buenos Aires para estudiar en la Escuela de Comedia Musical de Julio Bocca. A su retorno a Uruguay en 1998, estrenó el magacín matutino Buen día Uruguay (BDU) como encargada de los móviles en exteriores, y en 2002 reemplazó a Verónica Peinado en la coconducción. Simultáneamente condujo el magacín dedicado a la maternidad, De palos y astillas. En diciembre de 2012, BDU fue levantado del aire, y Da Silva se alejó de la televisión.
En abril de 2018, comenzó a coconducir el programa de actualidad de Canal 4, Vespertinas. El ciclo fue levantado del aire en junio de 2021. En mayo de 2022 comenzó a conducir Buenas Tardes Uruguay en Radio Uruguay.

## Trayectoria

### Televisión
| Año       | Trabajo               | Canal    | Rol                              |
| --------- | --------------------- | -------- | -------------------------------- |
| 1997      | Queremos la tarde     | Canal 5  | Conductora                       |
| 1998-2002 | Buen día Uruguay      | Canal 4  | Movilera                         |
| 2002-2012 | Buen día Uruguay      | Canal 4  | Coconductora                     |
| 2015      | Me resbala            | Teledoce | Participante                     |
| 2018-2021 | Vespertinas           | Canal 4  | Coconductora                     |
| 2022      | Buen día              | Canal 4  | Conductora (temporada de verano) |
| 2023      | MasterChef Celebrity  | Canal 10 | Participante; 11.ª eliminada     |
| 2024      | ¿Quién es la máscara? | Teledoce | Participante; 8.ª eliminada      |

### Teatro
| Año  | Título                      | Dirección          |
| ---- | --------------------------- | ------------------ |
| 2011 | Mucha cháchara 2            | Rafael Cotelo      |
| 2012 | Las Ex-treñidas             |                    |
| 2013 | Perdidamente enamoradas     | Omar Varela        |
| 2013 | Arráncame la vida           | Ignacio Cardozo    |
| 2013 | Sos o te hacés?             |                    |
| 2014 | Madres Inc.!                | Ella misma         |
| 2016 | Radojka                     | Álvaro Ahunchain   |
| 2016 | Doña Flor y sus dos maridos | Ignacio Cardozo    |
| 2018 | En la cama                  | José María Muscari |
| 2018 | Falladas                    | José María Muscari |
| 2019 | Si sucede, conviene         | Yoni Kurlender     |
| 2023 | Bajo terapia                | Álvaro Ahunchain   |

## Vida personal
Entre 1996 y 2012, Da Silva mantuvo una relación con el actor Álvaro Ahunchain. Tienen dos hijas: Julieta y Clara.